# Hans Fauser
Hans Fauser (* 27. Februar 1925 in Reutlingen) ist ein ehemaliger deutscher Fußballspieler. Bei den Stuttgarter Kickers absolvierte der Abwehrspieler von 1948 bis 1960 in der damals erstklassigen Fußball-Oberliga Süd insgesamt 221 Ligaspiele, in denen der unumstrittene Abwehrchef als Mittelläufer im WM-System vier Tore erzielte.

## Laufbahn
Fauser, er war aus der Jugend vom SV 03 Tübingen gekommen, spielte von 1941 bis 1943 für den SSV Reutlingen, in dessen erster Mannschaft er als 16-Jähriger debütierte und auch den Aufstieg in die Gauliga Württemberg erreichte. Aus dieser Phase ist ein Einsatz in der württembergischen Nachwuchsauswahl gegen eine Deutschlandauswahl – unter anderem mit Paul Janes, Karl Miller, Hans Rohde, Albert Sing, Ernst Lehner, Fritz Walter, August Klingler – am 25. Oktober 1942 in Ludwigsburg notiert, wo er bei einer 2:7-Niederlage vor Torhüter Anton Turek (Ulm 1846) als Verteidiger von SSV Reutlingen in der Aufstellung zu finden war.
Während des Zweiten Weltkrieges geriet er zunächst in amerikanische Kriegsgefangenschaft, wurde aber am Ende des Krieges an die Franzosen übergeben. Als er 1948 freikam, kehrte er zunächst kurzzeitig zum SSV Reutlingen zurück, ab August der Runde 1948/49 spielte der Defensivspieler jedoch für die Stuttgarter Kickers in der Oberliga Süd.
Am 14. November 1948 debütierte Fauser bei einem 0:0-Heimremis gegen den BC Augsburg bei den „Blauen“ in der Oberliga. Er bildete dabei mit Torhüter Helmut Jahn, Hermann Vetter, Kurt Kronenbitter, Gunther Baumann und Kurt Herget die Abwehr der Kickers. Am Rundenende hatte er 22 Ligaspiele (1 Tor) absolviert und die Kickers hatten den achten Platz belegt. Nach seiner zweiten Runde, 1949/50, stiegen die Kickers in die neue 2. Liga Süd ab, erspielten sich aber mit dem Meisterschaftsgewinn 1950/51 die sofortige Oberligarückkehr. Fauser war in der 2. Liga in 24 Pflichtspielen (1 Tor) aufgelaufen und Erich Dreher (14 Tore) und Siegfried Kronenbitter (29 Tore) hatten sich als die erfolgreichsten Torschützen erwiesen. Anschließend spielte Fauser mit den Stuttgarter Kickers von 1951/52 bis 1957/58 in Folge in der Oberliga Süd. Nach dem erneuten Abstieg 1958 führte der Abwehrchef in 28 Zweitligaspielen mit vier Toren die Kickers mit Mitspielern wie Torhüter Manfred Eglin und Heinz Lettl aber mit dem Meisterschaftsgewinn 1958/59 unmittelbar in die Oberliga zurück.
Sein letztes Oberligaspiel datiert vom 27. März 1960, als die Kickers das Heimspiel gegen die SpVgg Fürth mit 1:5 verloren. Dabei hatte er zusammen mit Pál Csernai und Axel Dünnwald-Metzler die Läuferreihe gebildet und der Allroundsportler Manfred Eglin war als Mittelstürmer gegen die „Kleeblatt-Elf“ aufgelaufen.
1960 ging er zum SV 03 Tübingen in seine Heimat zurück, wo der gelernte Textilkaufmann seine Karriere beendete.